# Targa Florio 1955

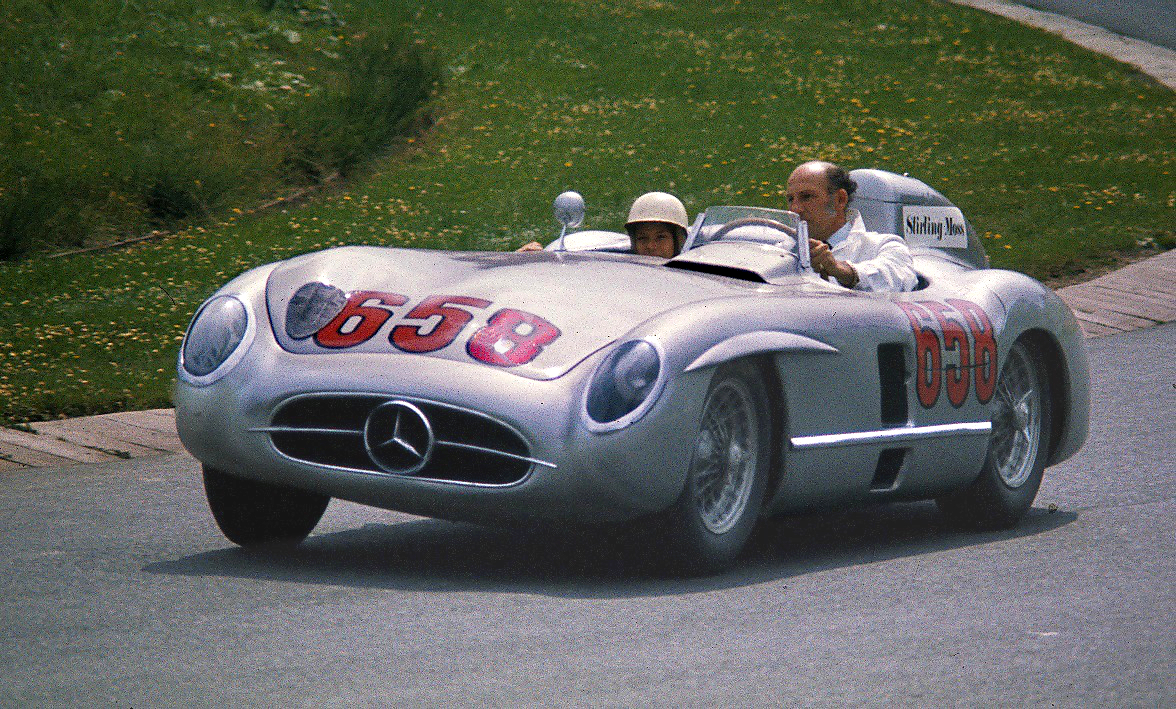
Stirling Moss im Mercedes-Benz 300SLR 1977 beim Oldtimer-Grand-Prix auf der Nordschleife des Nürburgrings. 1955 gewann der gemeinsam mit Peter Collins und diesem Rennwagenmodell die Targa Florio

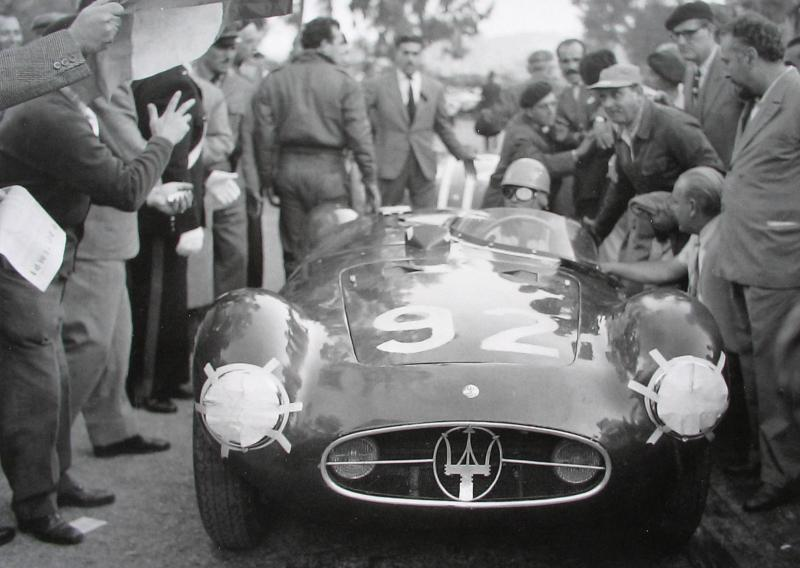
Maria Teresa de Filippis im Maserati A6GCS

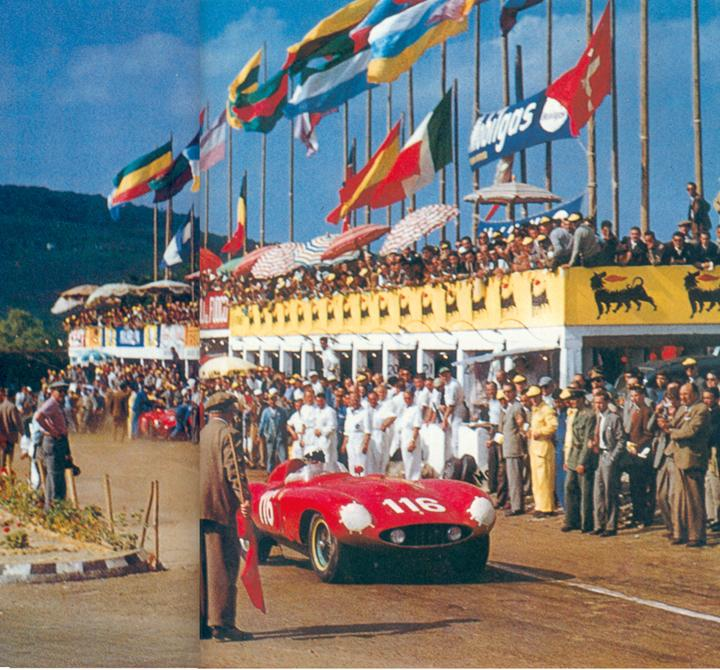
Eugenio Castellotti im Ferrari 860 Monza am Start

Die 39. Targa Florio, auch Targa Florio, Piccolo Circuito delle Madonie, Sicilia, fand am 16. Oktober 1955 statt. Das Rennen war der sechste und letzte Wertungslauf der Sportwagen-Weltmeisterschaft dieses Jahres.

## Vor dem Rennen
Als 1953 die Sportwagen-Weltmeisterschaft eingeführt wurde und die Targa Florio nicht Teil dieses Bewerbs war, war der Ärger bei Vincenzo Florio, der führenden Person der Veranstaltung, groß. Der C.S.I hatte sich für die Mille Miglia und gegen das Rennen in Sizilien entschieden. Auch 1954 war das Rennen nicht Teil der Weltmeisterschaft, was sich erneut negativ auf die Teilnehmerzahl auswirkte. Nur mehr 36 Fahrzeuge waren am Start; mit der Ausnahme des Franzosen Robert Manzon ausschließlich italienische Fahrer, die vom Sieger Piero Taruffi im Lancia D24 angeführt wurden. Die Wende kam 1955. Wieder waren sechs Weltmeisterschaftsrennen geplant und die Mille Miglia war erneut das italienische Meisterschaftsrennen. Im Rennkalender befand sich auch die Carrera Panamericana, die auf öffentlichen Straßen in Mexiko ausgefahren wurde. Aber das Rennen, das es erst seit 1950 gab, war durch die vielen Todesopfer in Verruf geraten. Unter anderen war 1953 Felice Bonetto tödlich verunglückt und 1954 sechs Menschen, davon vier Rennteilnehmer, zu Tode gekommen. Den Veranstalter gelang es nicht mehr die notwendigen finanziellen Mittel für eine Durchführung aufzubringen. Das Rennen musste im Juli abgesagt werden.
Florio nahm daraufhin Kontakt zum C.S.I. auf und bekam das Rennen schließlich zugesprochen, musste den Austragungszeitpunkt aber in den Oktober verlegen. Um die vorgeschriebene 1000-km-Distanz zu erreichen, musste die Rundenanzahl auf 14 erhöht werden. Schnell war allerdings klar, dass dies eine Fahrzeit von fast zehn Stunden bedeutete; ein Umstand, der für die zugelassenen Tourenwagen und deren Fahrer als zu gefährlich eingestuft wurde. Die Veranstalter erhielten eine Sondergenehmigung und durften mit 13 Runden und einer Distanz von 936 km das Auslangen finden.
Nach fünf Meisterschaftsläufen führte Ferrari in der Weltmeisterschaft knapp vor der Daimler-Benz AG, obwohl die italienische Marke nur das Saisoneröffnungsrennen, das 1000-km-Rennen von Buenos Aires für sich entscheiden konnte. Die überlegenen Wagen des Jahres waren der Jaguar D-Type und der Mercedes-Benz 300SLR. Der Vorstand der Daimler-Benz AG hatte schon vor dem Rennen in Sizilien entschieden und bekannt gegeben, dass sich das deutsche Unternehmen mit Ende des Jahres vollständig aus dem Motorsport zurückziehen werde. Nach dem Sieg von Juan Manuel Fangio in der Formel-1-Weltmeisterschaft wollte man bei Mercedes auch noch den Gesamtsieg bei den Sportwagen einfahren. Dennoch war sich Florio der Teilnahme des Mercedes-Teams nicht sicher und schickte zwei Telegramme an Rennleiter Alfred Neubauer, der schließlich schriftlich zusagte.

## Das Rennen
Das Mercedes-Team kam mit drei Werks- und diversen Trainingswagen schon drei Wochen vor dem Rennen zur Vorbereitung an die Rennstrecke. Als letzter kam Werksfahrer Stirling Moss aus dem Urlaub an der Italienischen Riviera zum Team. Neubauer entwickelte eine Rennstrategie für die drei Wagen. Nach der fünften und der zehnten Runde waren Tank- und Reifenstopps geplant. Stirling Moss und sein Teamkollege Peter Collins sollten vom Start weg mit dem höchstmöglichen Tempo auf Sieg fahren. Fangio und Karl Kling sollten in jedem Fall ins Ziel kommen. John Fitch und Desmond Titterington galten als strategische Reserve, die abwartend fahren sollten. Die größte Gegnerschaft von Mercedes erwuchs aus den Werks-Maseratis und dem Ferrari 860 Monza von Eugenio Castellotti und Robert Manzon.
Das Rennen war von Beginn bis zum Ende ein Duell zwischen den beiden britischen Mercedes-Piloten Moss und Collins und dem Ferrari von Castellotti und Manzon. Moss führte vom Start weg und erzielte eine Rekordzeit nach der anderen als er in der vierten Runde von Strecke abkam und erst nach einiger Zeit den leicht beschädigten Wagen wieder zum Fahren brachte. Nach der Reparatur an den Boxen starteten Moss und Collins eine Aufholjagd, die sie in der elften Runde wieder in Führung brachte. Knapp dahinter lag der Ferrari von Castellotti, der in der letzten Runde ebenfalls einen leichten Unfall hatte, nachdem sich der Wagen lange nicht wieder starten ließ. Dadurch erreichten Fangio und Kling noch Rang zwei. Der Doppelsieg bedeutete für die Daimler-Benz AG auch der Gesamtsieg in der Weltmeisterschaft.

## Ergebnisse

### Schlussklassement
| 1               | S + 2.0  | 104 | Daimler-Benz AG           | Stirling Moss Peter Collins                                                                             | Mercedes-Benz 300SLR  | 13 |
| 2               | S + 2.0  | 112 | Daimler-Benz AG           | Juan Manuel Fangio Karl Kling                                                                           | Mercedes-Benz 300SLR  | 13 |
| 3               | S + 2.0  | 116 | Scuderia Ferrari          | Eugenio Castellotti Robert Manzon                                                                       | Ferrari 860 Monza     | 13 |
| 4               | S + 2.0  | 106 | Daimler-Benz AG           | Desmond Titterington John Fitch                                                                         | Mercedes-Benz 300SLR  | 13 |
| 5               | S 2.0    | 76  | Officine Alfieri Maserati | Carlo Manzini Francesco Giardini                                                                        | Maserati A6GCS        | 13 |
| 6               | S 2.0    | 82  | Officine Alfieri Maserati | Giuseppe Musso Giuseppe Rossi                                                                           | Maserati A6GCS        | 13 |
| 7               | S 1.5    | 64  | Automobili Osca           | Giulio Cabianca Piero Carini                                                                            | Osca MT4 1500         | 13 |
| 8               | S 2.0    | 78  | Officine Alfieri Maserati | Giorgio Scarlatti Osvaldo Lippi                                                                         | Maserati A6GCS        | 13 |
| 9               | S 2.0    | 92  | Officine Alfieri Maserati | Luigi Bellucci Maria Teresa de Filippis                                                                 | Maserati A6GCS/53     | 13 |
| 10              | S 2.0    | 84  |                           | Gaetano Starrabba Salvatore La Pira                                                                     | Maserati A6GCS        | 12 |
| 11              | TS + 1.3 | 6   |                           | Elio Zagato Ovidio Capelli                                                                              | Fiat 8V Zagato        | 12 |
| 12              | S 2.0    | 72  |                           | Alberico Cacciari Vincenzo Sorrentino Azzurro Manzini                                                   | Maserati A6GCS        | 12 |
| 13              | TS + 1.3 | 4   |                           | Giuseppe de Sarzana Clemente Ravetto                                                                    | Fiat 8V               | 12 |
| 14              | S 1.1    | 42  | Automobili Osca           | Domenico Rotolo Luigi di Pasquale                                                                       | Osca MT4 1100         | 12 |
| 15              | GT       | 36  |                           | Francesco Arezzo Gennaro Alterio                                                                        | Fiat 8V Zagato        | 12 |
| 16              | S 2.0    | 88  |                           | Guido Perrella Mario Sannino                                                                            | Alfa Romeo 1900       | 11 |
| 17              | S 2.0    | 86  |                           | Enzo Lopez Ferdinando Lopez                                                                             | Maserati A6GCS        | 11 |
| 18              | GT       | 52  |                           | Guy Michel Alfredo Fondi                                                                                | Renault 4CV           | 11 |
| 19              | S 2.0    | 70  |                           | Bruno Cavazzoni Gastone Crepaldi                                                                        | Maserati A6GCS        | 11 |
| 20              | TS + 1.3 | 20  |                           | Vincenzo Arena Gianfernando Tomaselli                                                                   | Lancia Aurelia        | 11 |
| Ausgefallen     |          |     |                           | |                       |    |
| 21              | GT       | 16  |                           | Armando Zampiero Luigi Villotti                                                                         | Mercedes-Benz 300 SL  | 12 |
| 22              | GT       | 30  |                           | Ottavio Guarducci Mario Lietti                                                                          | Fiat 8V               | 11 |
| 23              | S + 2.0  | 120 | Scuderia Ferrari          | Umberto Maglioli Sergio Sighinolfi                                                                      | Ferrari 750 Monza     | 10 |
| 24              | S + 2.0  | 100 |                           | Luigi Piotti Franco Cornacchia                                                                          | Ferrari 750 Monza     | 9  |
| 25              | TS + 1.3 | 12  |                           | Guido Cestelli-Guidi Guerci                                                                             | Alfa Romeo 1900TI     | 8  |
| 26              | S 1.1    | 56  |                           | Hans Finke Fritz Kornekauer                                                                             | Kieft                 | 8  |
| 27              | GT       | 22  |                           | Domenico Tramontana Giuseppe Alotta                                                                     | Lancia Aurelia        | 7  |
| 28              | S 2.0    | 74  |                           | Franco Cortese Antonio Pucci                                                                            | Ferrari 500 Mondial   | 7  |
| 29              | S 1.1    | 40  |                           | Francesco Spinel Armando Soldano                                                                        | Siata 1100GT          | 6  |
| 30              | S 1.1    | 54  |                           | Bruno Ricciardi Angelo Sbordone                                                                         | Osca MT4 1100         | 6  |
| 31              | S 1.5    | 62  |                           | Giovanni Buoncristiani Piero Altini                                                                     | Ermini                | 6  |
| 32              | S + 2.0  | 102 | Franco Bordoni-Bisleri    | Mario Ricci Giancarlo Scotti                                                                            | Gordini T24S          | 6  |
| 33              | GT       | 24  |                           | Alfonso Vella Pietro Termini                                                                            | Jaguar XK120          | 5  |
| 34              | S 1.1    | 48  |                           | Francesco Mentesana Gaetano Marotta                                                                     | Cisitalia 202         | 5  |
| 35              | S + 2.0  | 110 | Scuderia Ferrari          | Carroll Shelby Gino Munaron                                                                             | Ferrari 750 Monza     | 5  |
| 36              | TS + 1.3 | 10  |                           | Baldassare Taormina Pasquale Tacci                                                                      | Alfa Romeo 1900TI     | 4  |
| 37              | GT       | 28  |                           | Mennato Boffa Giuseppe Ruggero                                                                          | Lancia Aurelia        | 4  |
| 38              | GT       | 94  | Tony Parravano            | Fernando Mancini Benoît Musy                                                                            | Maserati 150S 2.0     | 4  |
| 39              | S + 2.0  | 118 | Officine Alfieri Maserati | Luigi Musso Luigi Villoresi                                                                             | Maserati 300S         | 4  |
| 40              | TS + 1.3 | 2   |                           | Nicola Musmeci Alessandro Perrone                                                                       | Alfa Romeo 1900TI     | 2  |
| 41              | TS + 1.3 | 14  |                           | Charles de Cortanze Léon Dernier                                                                        | Peugeot 403           | 2  |
| 42              | S 1.1    | 38  |                           | Ugo Mauthe Rosario Montalbano                                                                           | Siata 1100GT          | 2  |
| 43              | S 1.1    | 44  |                           | Francesco de Roberto Pietro Fiordelisi                                                                  | Stanguellini Bialbero | 2  |
| 44              | S 1.1    | 58  |                           | Francesco Siracusa Pasquale Placido                                                                     | Stanguellini Bialbero | 2  |
| 45              | GT       | 32  |                           | Vittorio Colocci Gioacchino Vari                                                                        | Lancia Aurelia        | 1  |
| 46              | S 2.0    | 80  |                           | Mike Young Geoff Richardson                                                                             | Lotus Mark VIII       | 1  |
| 47              | S 2.0    | 90  | Officine Alfieri Maserati | Giovanni Bracco Franco Bordoni-Bisleri                                                                  | Maserati 200S         | 1  |
| Nicht gestartet |          |     |                           | |                       |    |
| 48              | TS + 1.3 | 8   |                           | Raffaello Matteucci Alfonso Thiele                                                                      | Alfa Romeo 1900TI     | 1  |
| 49              | GT       | 18  |                           | Franco Bertani                                                                                          | Alfa Romeo Giulietta  | 2  |
| 50              | GT       | 26  |                           | Natale Gotelli Bensi                                                                                    | Mercedes-Benz 300 SL  | 3  |
| 51              | GT       | 34  |                           | Ignazio Consiglio Rocco Finocchiaro                                                                     | Fiat 8V               | 4  |
| 52              | S 1.1    | 46  |                           | Otello Biagiotti Piero Altini                                                                           | Ermini                | 5  |
| 53              | S 1.1    | 50  |                           | Mario Piccolo Giuseppe Sapienza                                                                         | Giaur                 | 6  |
| 54              | S 1.5    | 60  |                           | Ernst Lautenschlager Rudi Scholl                                                                        | Porsche 550           | 7  |
| 55              | S 1.5    | 66  |                           | Wolfgang Seidel                                                                                         | Osca MT4              | 8  |
| 56              | S 2.0    | 96  |                           | Azzurro Manzini                                                                                         | Maserati A6GCS        | 9  |
| 56              | S + 2.0  | 98  |                           | Hauret                                                                                                  | Talbot-Lago Sport     | 10 |
| 57              | S + 2.0  | 108 |                           | Luigi Bordonaro Enrico Anselmi                                                                          | Ferrari 750 Monza     | 11 |
| 58              | S + 2.0  | 114 |                           | Melchiorre Scaminaci Antonio di Salvo                                                                   | Ferrari 750 Monza     | 12 |
| 59              | GT       | T   | Daimler-Benz AG           | Juan Manuel Fangio Karl Kling Desmond Titterington Hans Herrmann Stirling Moss Peter Collins John Fitch | Mercedes-Benz 190 SL  | 13 |
| 60              | GT       | T   | Daimler-Benz AG           | Juan Manuel Fangio Karl Kling Desmond Titterington Hans Herrmann Stirling Moss Peter Collins John Fitch | Mercedes-Benz 300 SL  | 14 |
| 61              | GT       | T   | Daimler-Benz AG           | Juan Manuel Fangio Karl Kling Desmond Titterington                                                      | Mercedes-Benz 300 SLR | 15 |
| 62              | GT       | T   | Daimler-Benz AG           | Juan Manuel Fangio Karl Kling Desmond Titterington Stirling Moss Peter Collins                          | Mercedes-Benz 300 SLR | 16 |
| 63              | TS + 1.3 | T   | Daimler-Benz AG           | Juan Manuel Fangio Karl Kling Desmond Titterington Hans Herrmann Stirling Moss Peter Collins John Fitch | Mercedes-Benz 220     | 17 |

1 nicht gestartet
2 nicht gestartet
3 nicht gestartet
4 nicht gestartet
5 nicht gestartet
6 nicht gestartet
7 nicht gestartet
8 nicht gestartet
9 nicht gestartet
10 nicht gestartet
11 nicht gestartet
12 nicht gestartet
13 Trainingswagen
14 Trainingswagen
15 Trainingswagen
16 Trainingswagen
17 Trainingswagen

### Nur in der Meldeliste
Hier finden sich Teams, Fahrer und Fahrzeuge, die ursprünglich für das Rennen gemeldet waren, aber aus den unterschiedlichsten Gründen daran nicht teilnahmen.
| Pos. | Klasse | Nr. | Team | Fahrer                          | Chassis     |
| ---- | ------ | --- | ---- | ------------------------------- | ----------- |
| 64   | S 1.5  | 68  |      | Luigi Messedaglia Diego Capelli | Porsche 550 |

### Klassensieger
| Klasse   | Fahrer           | Fahrer             | Fahrzeug              | Platzierung im Gesamtklassement |
| -------- | ---------------- | ------------------ | --------------------- | ------------------------------- |
| S + 2.0  | Stirling Moss    | Peter Collins      | Mercedes-Benz 300 SLR | Gesamtsieg                      |
| S 2.0    | Carlo Manzini    | Francesco Giardini | Maserati A6GCS        | Rang 5                          |
| S 1.5    | Giulio Cabianca  | Piero Carini       | Osca MT4 1500         | Rang 7                          |
| S 1.1    | Domenico Rotolo  | Luigi di Pasquale  | Osca MT4 1100         | Rang 14                         |
| GT       | Francesco Arezzo | Gennaro Alterio    | Fiat 8V Zagato        | Rang 15                         |
| TS + 1.3 | Elio Zagato      | Ovidio Capelli     | Fiat 8V Zagato        | Rang 11                         |

### Renndaten
- Gemeldet: 64
- Gestartet: 47
- Gewertet: 20
- Rennklassen: 6
- Zuschauer: unbekannt
- Wetter am Renntag: warm und trocken
- Streckenlänge: 72,000 km
- Fahrzeit des Siegerteams: 9:43:14,000 Stunden
- Gesamtrunden des Siegerteams: 13
- Gesamtdistanz des Siegerteams: 936,000 km
- Siegerschnitt: 96,291 km/h
- Pole Position: keine
- Schnellste Rennrunde: Stirling Moss – Mercedes-Benz 300 SLR (#104) – 43:07,200 = 100,178 km/h
- Rennserie: 6. Lauf zur Sportwagen-Weltmeisterschaft 1955